# Hyalochlora
Hyalochlora is een geslacht van vlinders van de familie spanners (Geometridae), uit de onderfamilie Geometrinae.

## Soorten
- H. antolodoxa Prout, 1932
- H. nadia Herbulot, 1976
- H. splendens Druce, 1898